# Anders Gustaf Lindqvist
Anders Gustaf Lindqvist, född 5 maj 1834 i Korsberga, Jönköpings län, död 11 november 1897 i Uppsala församling, Uppsala län, var en folkskollärare, predikant och distriktsföreståndare i Svenska Missionsförbundet. Lindqvist använde sina initialer A. G. L. som signatur i många sångböcker.
Han finns representerad i Frälsningsarméns sångbok 1990 med ett verk (nr 488), i Svenska Missionsförbundets sångbok 1920, i Svensk söndagsskolsångbok 1908 och Sabbatstoner, sånger för söndagsskolan, 1888.

## Sånger
- Aftonsolen sjunker bakom bergen Finns på Wikisource.
- Det är så ljuvt att i syskonringen
- Framåt, du Herrens kämpahär
- Gud välsigne er, I kära
- Guds namn är ett fäste i nöden Finns på Wikisource.
- Helge Ande, kom att mig hugsvala
- Herre Jesus, var oss nära
- Låt Gud regera dina dagar alla Finns på Wikisource.
- O Herre, när min pilgrimsfärd
- Se, ur sin grav med fröjd står opp